# Bielany-Jarosławy
Bielany-Jarosławy [bjɛˈlanɨ jarɔˈswavɨ] est un village polonais de la gmina de Bielany dans le powiat de Sokołów et dans la voïvodie de Mazovie, au centre-est de la Pologne.